# Jan Sokol (filòsof)
Jan Sokol (Praga, 18 d'abril de 1936 - 16 de febrer de 2021) va ser un filòsof txec, traductor de textos filosòfics, Mestre d'escola, universitari, publicista i polític. Era membre de l'Assemblea federal txeca i eslovaca l'any 1990-1992, ministre de l'Educació del govern Tošovský l'any 1998 i l'adversari de Václav Klaus a l'elecció presidencial txeca de 2003.
Va ser un dels principals intel·lectuals cristians txecs. Es va ocupar principalment de l'antropologia filosòfica, la història de les religions i l’antropologia de les institucions. Va impartir conferències a moltes universitats txeques i estrangeres. És el primer degà de la Facultat de Ciències Humanes Universitat Carolina de Praga (2000-2007). Des del 2003, col·labora activament a Viquipèdia i el 2014 es va convertir en membre honorari de la secció txeca de Wikimedia.

## Educació i vida privada
Jan Sokol va rebre formació tècnica com a orfebre; va treballar com a orfebre i, més tard, com a mecànic. El 1958 va aprovar el batxillerat en educació a distància. A partir del 1963, va estudiar matemàtiques a la Facultat de Matemàtiques i Física de la Universitat Carolina de Praga. Del 1964 al 1990 va treballar com a programador i després com a investigador a l’Institut de Recerca en Màquines Matemàtiques. Publica diversos llibres i diversos articles sobre els ordinadors. En els seus llibres, tracta de diverses branques de la tecnologia (rellotgeria, enginyeria elèctrica, informàtica), però també de botànica.
El seu pare era l'arquitecte Jan Sokol i el seu avi l'astrònom František Nušl. El seu germà Václav Sokol és un artista i il·lustrador.
L'any 1961, es casa amb Františka Patočková, filla del filòsof Jan Patočka. La parella va tenir té dos fills i una filla.

## Vida acadèmica
Des de 1990 Jan Sokol és membre del consell editorial de la revista Přítomnost  (del 1995 al 2000 publicada amb el títol Nová Přítomnost i amb una versió en anglès The New Presence). Des del 1991 va ensenyar filosofia, antropologia i religió a la Facultat d’Educació i Lletres de la Universitat Carolinga. El febrer de 1997 va ser nomenat docent i el 2000, professor. Des del 2000, va ensenyar a la Facultat d'Humanitats de la Universitat Carolingia. El 2008/2009, va fer conferències sobre ètica i drets humans a la Universitat Harvard als Estats Units.
El seu camí cap a la filosofia el va portar a estudis bíblics, a les obres del filòsof alemany Friedrich Nietzsche i a conèixer Jan Patočka. En filosofia, pren com a punt de partida les tradicions fenomenològiques i el personalisme, que tenen com a principals representants Maurice Blondel, Gabriel Marcel, Pierre Teilhard de Chardin, Franz Rosenzweig i Emmanuel Lévinas. Els seus interessos abasten l'antropologia filosòfica, la història de les idees i el món natural, particularment en la posició de Filosofia de la implementació (Patočka). Com a part dels seus deures polítics després de la Revolució de Vellut, va estudiar antropologia i les condicions socials de la democràcia: constantment interessat en els reptes de la història europea i la integració europea.

## Compromís polític
Jan Sokol és un dels primers signants de la Carta 77. Després de les primeres eleccions lliures, del juny del 1990 al juny del 1992 va formar part de la Cambra del poble de l'Assemblea federal txecoslovaca al si del Fòrum Cívic. l Després de la desintegració del Fòrum Cívic, es va unir al Moviment Cívic. El març de 1992 va ser elegit vicepresident d’aquesta formació política per la qual també es va presentar al juny de 1992. El Moviment Cívic es va fusionar amb el Partit Social Nacional Txec, després d'això va deixar el partit. El setembre de 1992, el Partit Socialdemòcrata Txec (CSSD) el va presentar com a candidat a l'elecció de president de la República Federal Txeca i Eslovaca, però va renunciar a la seva candidatura.
A la tardor de 1996, es va presentar al Senat en el districte electoral de Praga 12 dins del KDU-ČSL. Va acabar en tercera posició després dels candidats de l'ODS i el CSSD. El febrer de 1997 va ser nomenat assessor del ministre d'Educació, Ivan Pilip (ODS). Del gener al juliol de 1998, va ser ministre d'Educació, Joventut i Esports al govern de Tošovský; després, va continuar sent assessor del ministre d'Educació Eduard Zeman (CSSD).
El 28 de febrer del 2003 va ser candidat a la coalició a les eleccions presidencials txeques. Václav Klaus va ser derrotat per poc a la tercera ronda. Se sap que va criticar l'expulsió dels Sudets de Txecoslovàquia. Aquesta actitud li va fer perdre vots nacionalistes.
Al maig 2007, forma part dels signants de la declaració de la Lliga contra l'antisemitisme.

## Distincions
Entre altres, va rebre:
- el 2000, el premi de la Fundació V. Havel i M. Kováč
- el 2002 l'Orde de les Palmes Acadèmiques amb rang d’oficial
- el 2008 la Legió d'Honor de la República Francesa com a oficial.
- el 2016 la Medalla d’Or de la Universitat Carles
- el 2016, el Premi Vision 97 de la Fundació Dagmar-i-Václav-Havel per la seva contribució a la llibertat d’expressió i al desenvolupament de l'educació.